# Кардинал Лемуан (станция метро)
«Кардинал Лемуан» (фр. Cardinal Lemoine) — станция Парижского метрополитена 10-й линии. Открыта 26 апреля 1931 года, находится в V округе Парижа.

## История
Станция названа по ближайшей улице — рю Кардинал Лемуан, которая, в свою очередь, названа в честь кардинала Жана Лемуана (1250—1313), легата папы Бонифация VIII во Франции.
«Кардинал Лемуан» построена под улицей Монж. В этом месте линия, шедшая на юг, поворачивает на юго-восток.
Пассажиропоток по станции по входу в 2011 году, по данным RATP, составил 1 661 863 человек. В 2013 году этот показатель вырос до 1 715 926 пассажиров (265 место по уровню входного пассажиропотока в Парижском метро)

## Достопримечательности
Вблизи станции метро «Кардинал Лемуан» расположены:
- Пантеон
- Арены Лютеции
- Институт арабского мира
- Министерство образования Франции

## Пересадка на наземный транспорт
Автобусы 47, 89